# Фаріборз Сахба
Фаріборз Сахба (англ. Fariborz Sahba, перс. فريبرز صهبا  нар. 1948) - архітектор бахаї іранського походження, уродженець Мешхеда, який курирував два всесвітньо відомі бахайські проекти - храм Лотоса поблизу Делі і сади Всесвітнього центру бахаї в Хайфі.
Закінчив Тегеранський університет.
Після ісламської революції змушений залишити Іран, жив у США та Канаді.